# Application de la transformée de Laplace aux équations différentielles
 (novembre 2008).
La forme ressemble trop à un extrait de cours et nécessite une réécriture afin de correspondre aux standards de Wikipédia.
Dans la résolution des équations différentielles linéaires à coefficients constants, les propriétés de la transformation de Laplace, concernant la linéarité et la transformée de la dérivée,  offrent un moyen de résoudre certaines d'entre elles. Cette technique est un outil pratique pour les ingénieurs.

## Principe
La transformation  de Laplace transforme une fonction{\displaystyle f\,} en une fonction  {\displaystyle {\mathcal {L}}\{f\}}  définie par 
{\displaystyle {\mathcal {L}}\{f\}(s)=\int _{0}^{+\infty }e^{-st}f(t)\,dt.}
En pratique, la recherche de {\displaystyle {\mathcal {L}}\{f\}} se fait plus facilement à l'aide de tables de transformées de Laplace (voir quelques transformées usuelles)
La transformation de Laplace possède les propriétés suivantes
- Linéarité :

{\displaystyle {\mathcal {L}}\left\{af+bg\right\}=a\,{\mathcal {L}}\left\{f\right\}+b\,{\mathcal {L}}\left\{g\right\}}
- Transformée d'une dérivée :

{\displaystyle {\mathcal {L}}\{f'\}=s{\mathcal {L}}(f)-f(0)}
{\displaystyle {\mathcal {L}}\{f''\}=s^{2}{\mathcal {L}}(f)-sf(0)-f'(0)}
{\displaystyle {\mathcal {L}}\left\{f^{(n)}\right\}=s^{n}{\mathcal {L}}\{f\}-s^{n-1}f(0)-\cdots -f^{(n-1)}(0)}
Ces propriétés peuvent s'appliquer à une équation différentielle linéaire. Supposons que l'on veuille résoudre l'équation différentielle suivante :
{\displaystyle \sum _{i=0}^{n}a_{i}f^{(i)}=\varphi }
En appliquant la transformation de Laplace à cette égalité on obtient l'équation équivalente suivante :
{\displaystyle \sum _{i=0}^{n}a_{i}{\mathcal {L}}\{f^{(i)}\}={\mathcal {L}}\{\varphi \}}
{\displaystyle \Leftrightarrow {\mathcal {L}}\{f\}={\frac {{\mathcal {L}}\{\varphi \}+\sum _{i=1}^{n}a_{i}\sum _{j=1}^{i}s^{i-j}f^{(j-1)}(0)}{\sum _{i=0}^{n}a_{i}s^{i}}}}
où {\displaystyle f^{(k)}(0)\,} sont les conditions initiales.
Il suffit alors de trouver{\displaystyle f\,} en appliquant la transformation inverse sur {\displaystyle {\mathcal {L}}\{f\}}. Cette opération se révèle parfois difficile sauf dans le cas où {\displaystyle {\mathcal {L}}\{f\}} est une somme de transformées de Laplace classiques figurant dans un tableau de transformées de Laplace.

## Un exemple
On cherche à  résoudre : 
{\displaystyle f^{(2)}(t)+4f(t)=\sin(2t)\,}
avec les conditions initiales {\displaystyle f(0)=0\,} et {\displaystyle f'(0)=0\,}
On note : {\displaystyle \varphi (t)=\sin(2t)\,}
Le tableau de transformées de Laplace donne  : 
{\displaystyle {\mathcal {L}}\{\varphi \}(s)={\frac {2}{s^{2}+4}}}
L'équation devient :
{\displaystyle s^{2}{\mathcal {L}}\{f\}-sf(0)-f^{(1)}(0)+4{\mathcal {L}}\{f\}={\mathcal {L}}\{\varphi \}}
On en déduit : 
{\displaystyle {\mathcal {L}}\{f\}(s)={\frac {2}{(s^{2}+4)^{2}}}}
Il s'agit maintenant de retrouver la fonction {\displaystyle f\,}, c'est-à-dire d'appliquer la transformation de Laplace inverse. Dans ce cas, la fonction {\displaystyle {\mathcal {L}}\{f\}} est une fonction rationnelle qu'il suffit de décomposer en éléments simples. La lecture inverse du tableau de transformées de Laplace fournira alors la valeur de {\displaystyle f\,}
{\displaystyle {\frac {2}{(s^{2}+4)^{2}}}={\frac {\frac {1}{16i}}{s-2i}}-{\frac {\frac {1}{16i}}{s+2i}}-{\dfrac {\frac {1}{8}}{(s+2i)^{2}}}-{\frac {\frac {1}{8}}{(s-2i)^{2}}}={\dfrac {1}{4}}{\frac {1}{s^{2}+4}}-{\frac {1}{8}}\left({\dfrac {1}{(s+2i)^{2}}}+{\frac {1}{(s-2i)^{2}}}\right)}
Toutes ces différentes fractions figurent dans la colonne de droite du tableau de transformées de Laplace et permettent de retrouver {\displaystyle f\,} :
{\displaystyle f(t)={\frac {1}{8}}\sin(2t)-{\frac {1}{8}}\left(te^{-2it}+te^{2it}\right)={\frac {1}{8}}\sin(2t)-{\frac {t}{4}}\cos(2t)}